# Renaissance Zürich Tower Hotel
Das Renaissance Zürich Tower Hotel befindet sich in den ersten 15 Etagen eines Neubaus der Mobimo AG im Quartier Zürich-West. Es gehört zu den grössten Schweizer Hotels. Im August 2011 eröffnete die SV-Group als Franchisee von Marriott International das Hotel mit 300 Zimmern und Suiten, dem Equinox Restaurant sowie der Lucid Bar. Das Hotel, welches großteils auf Geschäftskunden ausgelegt ist, wurde von dem Magazin Business Destinations mit dem Award Best Business Hotel Switzerland 2013 ausgezeichnet. Das Hotel befindet sich an der Turbinenstrasse 20 unweit vom Prime Tower.

## Gebäude

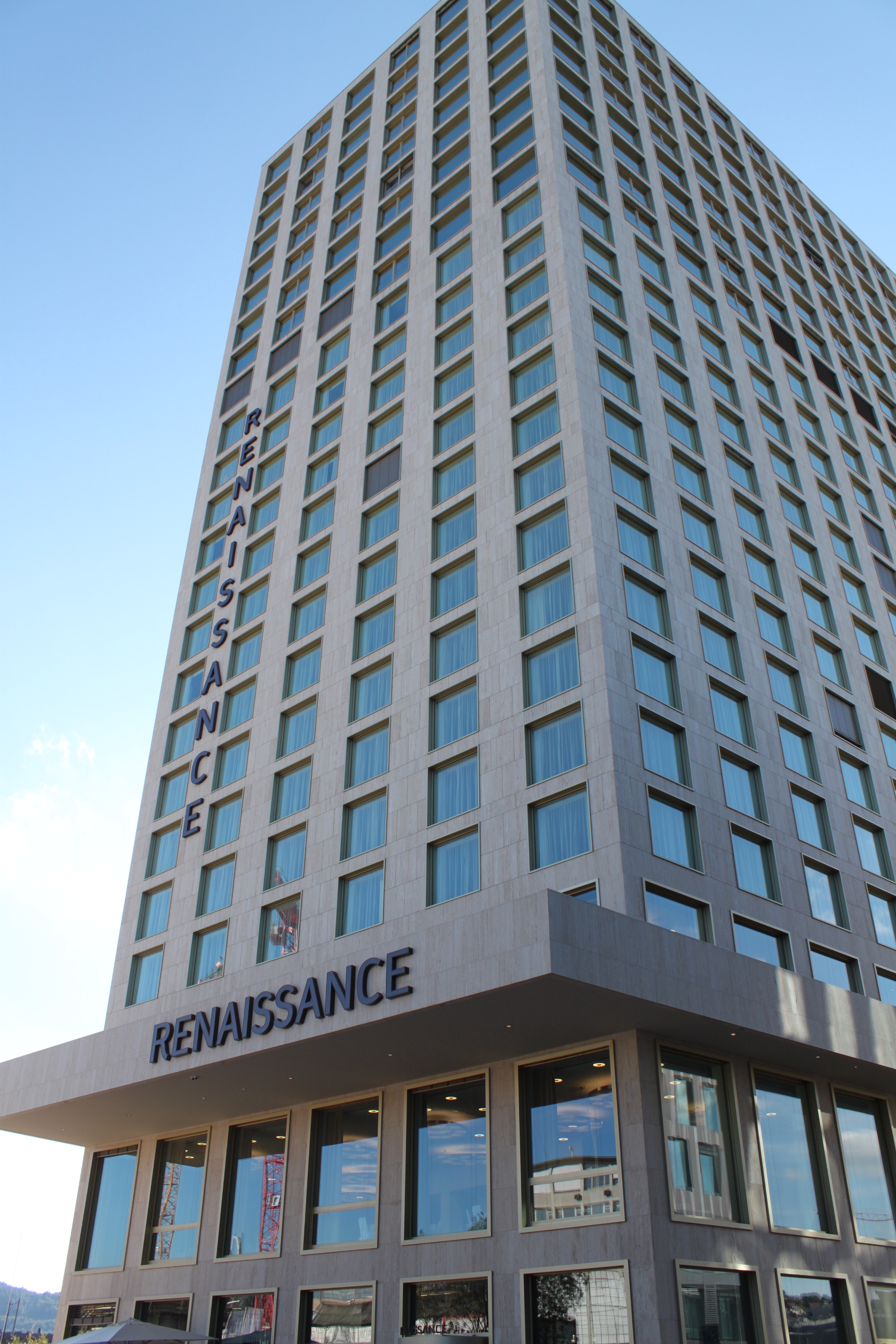
Aussenansicht des Mobimo Towers

Der Mobimo Tower ist 81 Metern hoch und beherbergt auf seinen 24 Geschossen das Renaissance Zürich Tower Hotel, das dazugehörige Equinox Restaurant, das Schweizer Restaurant Atelier Five und die Lucid Bar sowie 53 Eigentumswohnungen. Die beisen Restaurants und die Bar befinden sich auf dem Erdgeschoss. Auf der ersten und zweiten Etage befinden sich 10 Konferenzräume mit einer Fläche von ca. 1‘000 m². Die Hotelzimmer belegen die Stockwerke 3 bis 14. Die Eigentumswohnungen, die nicht über die Lifte im Hotel erreichbar sind, beginnen auf der 15. Etage und erstrecken sich bis zur 23. und somit höchsten Etage.
Der Turm war zu seiner Bauzeit des dritthöchste Gebäude der Stadt und ist (Anfang 2014) das zehnthöchste der Schweiz.

## Architekt und Designer
Entworfen und geplant wurde der Mobimo Tower von Roger Diener vom Basler Architekturbüro Diener & Diener. Eines seiner Spezialgebiete ist die Urbanisierung alter Industriegebiete. Er hat neben dem Projekt Mobimo Tower auch mit der Neugestaltung des Maag-Areals zum Erscheinungsbild von Zürich-West beigetragen.
Die Innenarchitektin Patricia Holler und der Künstler Martin Wanner verliehen dem Renaissance Hotel im Rahmen der Zimmer-Renovierung 2025 ein neues Erscheinungsbild, inspiriert von der Kunstform des Dadaismus. Auch die öffentlichen Bereiche greifen gestalterisch die kreative Atmosphäre des Zürcher Stadtteils Zürich West auf – mit zahlreichen künstlerischen Details, die sich in jeder Ecke entdecken lassen. 

## Hotel

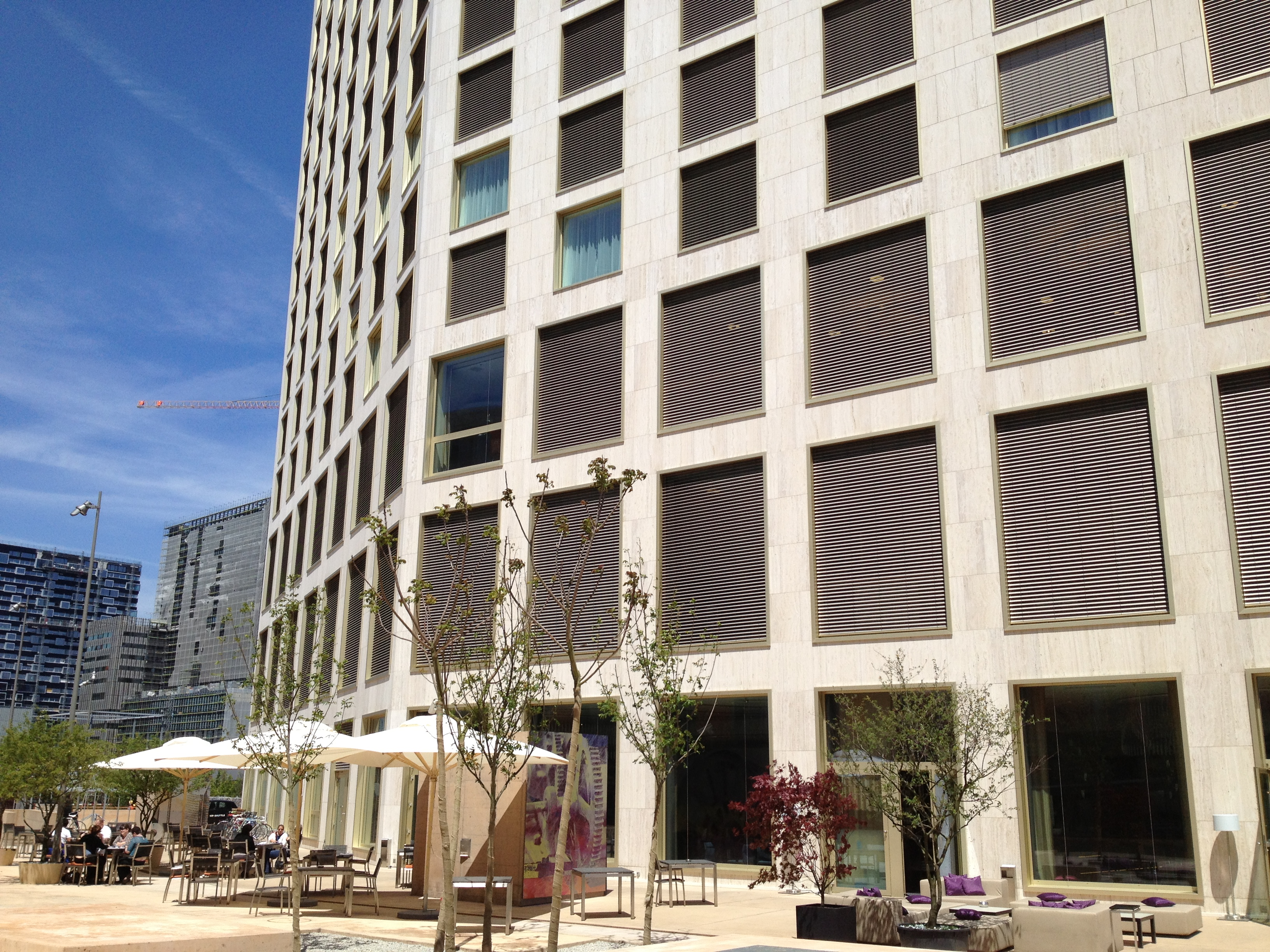
Die Terrasse des Equinox Restaurants im Sommer

Das Renaissance Zürich Tower Hotel wurde im August 2011 eröffnet. Seither war es unter anderem Gastgeber von Miss Schweiz 2013, für den Apéro der Swiss Music Awards 2012 und für die Elite Model Look Castings im Frühjahr 2013. Das Hotel ist Sponsor des Fussballclubs Grasshoppers Zürich. Im Mai 2013, nach dem Cupsieg des Fussballclubs, richtete das Hotel die Finalfeier aus, bei der eine Trainingseinheit auf dem Dach des Gebäudes stattfand. Die Zimmeraufnahmen des Kurzfilms Elite von Piet Baumgartner mit Michael Neuenschwander und Mona Petri wurden im Renaissance Zürich Tower Hotel gedreht.

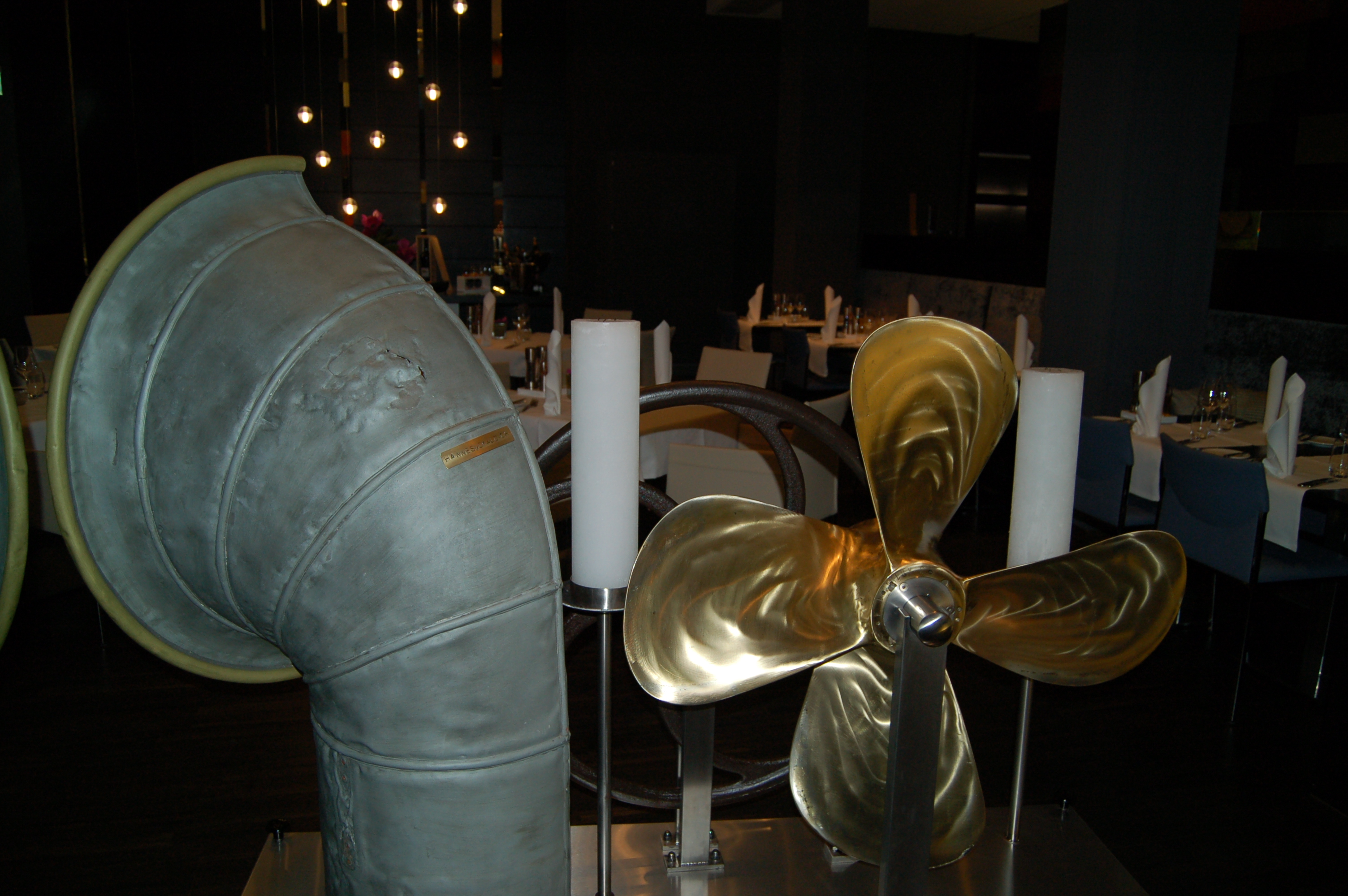
Schiffsschraube im Restaurant Equinox

Das Hotel umfasst 252 Standardzimmer und 48 Suiten, inklusive einer Presidential Suite und einer Grand Suite. Alle 300 Zimmer wurden im Jahr 2025 frisch renoviert. Zehn Konferenzräume erstrecken sich über 1‘000 m² auf den ersten zwei Stockwerken und das Foyer bietet im zweiten Stock Raum für Pausen oder Stehlunchs. Der grösste Raum ist ca. 350 m² gross mit Platz für bis zu 335 Personen. Die Tagungsräume sind nach Schiffen benannt, die im benachbarten Schiffbau gebaut wurden und teilweise noch heute in Betrieb sind. Auf der 15. Etage befinden sich eine Executive Lounge sowie ein Fitnessstudio.